# SS Laurentic (1927)
El SS Laurentic fue un transatlántico británico de 18 724 toneladas, construido en 1927 por los astilleros de Harland & Wolff de Belfast (Irlanda del Norte) para la empresa naviera White Star Line.
Sirvió primero para la firma que lo encargó entre 1927 y 1934, y a partir de ese año, para la Cunard White Star Line, hasta 1939. Durante la Segunda Guerra Mundial, el barco fue convertido en un crucero auxiliar para la Royal Navy, siendo torpedeado por el submarino alemán U-99 el 3 de noviembre de 1940 cerca de Bloody Foreland, en el Condado de Donegal (Irlanda). Inicialmente pudo permanecer a flote, pero instantes después dos torpedos más impactaron contra el barco, y el Laurentic se hundió bajo las olas, cobrándose la vida de 49 personas. Este fue el segundo barco de la White Star en ser bautizado con el mismo nombre. El primero, fue encargado en 1909, y padeció el mismo destino durante la Primera Guerra Mundial.

## Carrera como buque de pasajeros

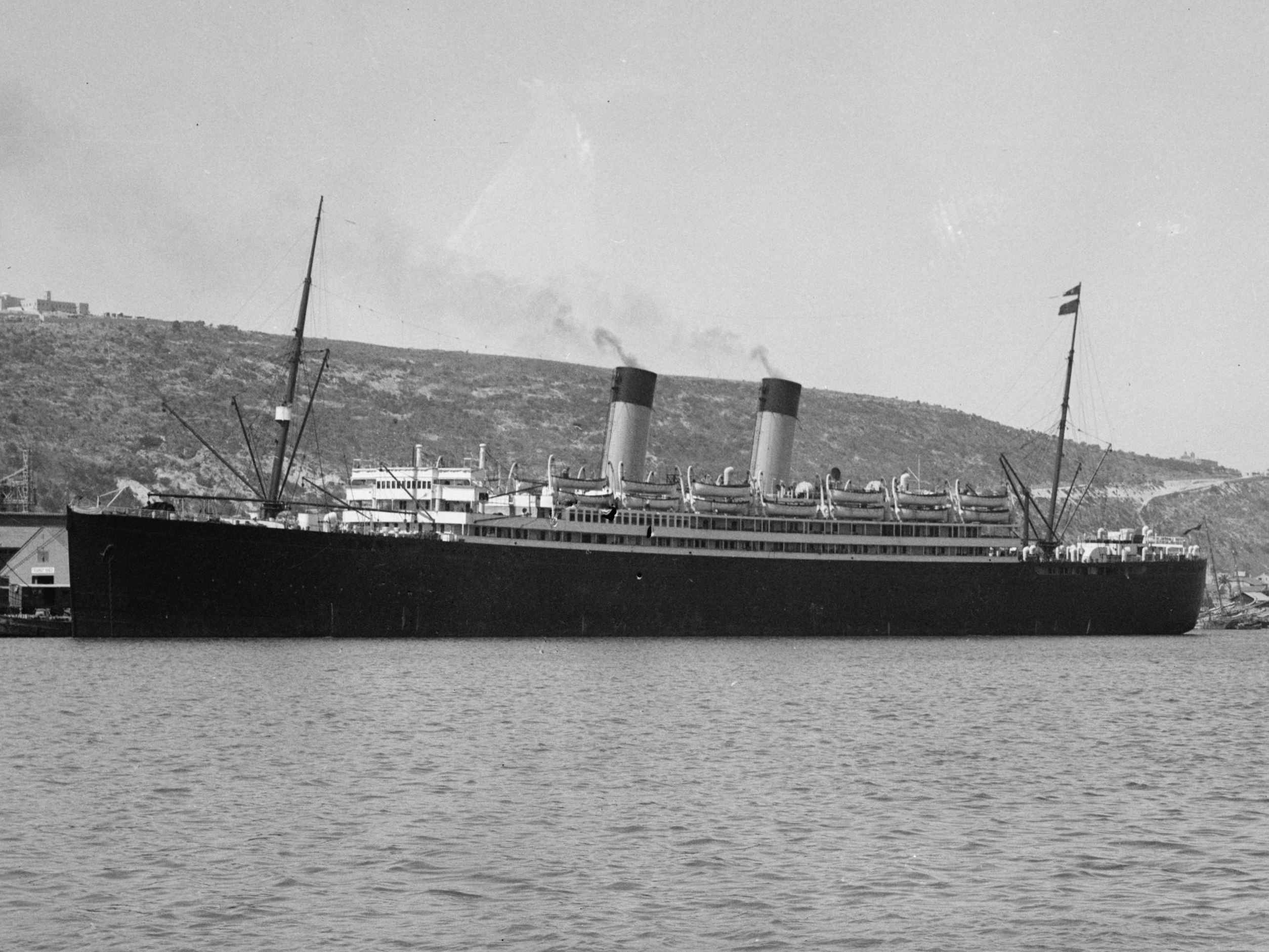
El Laurentic en 1936

El Laurentic fue construido en los astilleros de Harland and Wolff, en Belfast, con el número de casco 470. Fue botado el 16 de junio de 1927, y constituyó el último barco de la White Star Line en utilizar turbinas de vapor como método de propulsión, utilizando así dos motores de cuádruple expansión que impulsaban las hélices laterales y una turbina de baja presión para la hélice central, sistema basado en el diseño del primer SS Laurentic, construido en 1908. El barco fue completado y entregado a la White Star el 1 de noviembre de 1927.
El 12 de diciembre de 1927, realizó su viaje inaugural, navegando desde Liverpool a diferentes puertos del mar Mediterráneo, antes de regresar a Gran Bretaña el 17 de abril de 1928. El 27 de abril de ese mismo año, fue transferido a la ruta entre Liverpool, Quebec y Montreal; realizando dicha ruta durante la mayoría de su carrera comercial, aunque también ocasionalmente navegó en el Mediterráneo. En enero de 1931, se esperaba que fuera transferido a aguas mediterráneas, como crucero, pero los estragos económicos derivados de la Gran Depresión lo hicieron entrar en pérdidas y finalmente, sus pasajeros fueron transferidos al RMS Homeric.
El Laurentic tuvo dos colisiones durante su carrera. La primera ocurrió el 3 de octubre de 1932, con el Lurigethen, de la HE Moss Line. Ambos barcos permanecieron a flote tras la colisión. El segundo incidente, ocurrido el 18 de agosto de 1935 con el Napier Star, de la Blue Star Line, dejando un balance de 6 muertos entre la tripulación del Laurentic.

## Servicio militar y hundimiento
La White Star Line y la Cunard Line fueron fusionadas el 10 de mayo de 1934, formando la Cunard White Star Line, sin que esto tuviera efecto en la carrera del Laurentic. El navío se encontraba en puerto en diciembre de 1935 y sirvió en septiembre de 1936 como transporte de tropas para Palestina. De esta forma, hizo su último viaje comercial a finales de año. En 1937 participó en la ceremonia de Coronación Naval en Spithead, llevando invitados del gobierno. 
En 1939, con el estallido de la Segunda Guerra Mundial, el barco fue requisado, renombrado como HMS Laurentic y convertido en crucero auxiliar, perdiendo la parte superior de la superestructura de popa.  
El 3 de noviembre de 1940, el Laurentic recibió una petición de ayuda de un barco que había sido torpedeado por un submarino U-boot nazi. Llegando a la escena, fue torpedeado dos veces por el submarino U-99, comandado por Otto Kretschmer, pero los torpedos no alcanzaron su objetivo. El Laurentic respondió al ataque, pero tras 4 horas de lucha, fue alcanzado por dos torpedos que provocaron su hundimiento. De las 416 personas a bordo, 49 murieron. 
Fue el último barco en la historia de la White Star en hundirse, así como uno de los tres últimos barcos en servicio activo de la compañía, junto al MV Britannic y el MV Georgic.